# Adolf Verschueren
Adolf Verschueren, (Deurne, Anverso, 10 de junho de 1922 - Idem, 30 de abril de 2004) foi um ciclista belga, que foi profissional do 1943 até 1963. Especializou-se na pista onde destacam três medalhas de ouro aos Campeonatos do mundo de Meio fundo. Também ganhou cinco campeonatos de meio fundo da Europa.

## Palmarés em estrada
- 1942
  - 1.º no Tour de Flandres de independentes
- 1947
  - 1.º em Circuito de Houtland
- 1949
- Vencedor de uma etapa à Volta à Suíça

### Resultados ao Tour de France
- 1948. Eliminado (7a etapa)

## Palmarés em pista
- 1950
  - Campeão da Bélgica de meio fundo
- 1951
  - Campeão da Bélgica de meio fundo
- 1952
  - Campeão do mundo de meio fundo 
  - Campeão da Europa de meio fundo
  - Campeão da Bélgica de meio fundo
- 1953
  - Campeão do mundo de meio fundo 
  - Campeão da Bélgica de meio fundo
- 1954
  - Campeão do mundo de meio fundo 
  - Campeão da Europa de meio fundo
  - Campeão da Bélgica de meio fundo 
  - 1955
  - Campeão da Bélgica de meio fundo
- 1956
  - Campeão da Europa de meio fundo
  - Campeão da Bélgica de meio fundo
- 1958
  - Campeão da Europa de meio fundo
  - Campeão da Bélgica de meio fundo
- 1960
  - Campeão da Europa de meio fundo
  - Campeão da Bélgica de meio fundo